# El turmentador de si mateix
El turmentador de si mateix (en llatí Heautontimorumenos, que, de fet, és un títol en llengua grega) és una comèdia de l'autor llatí Publi Terenci Àfer (Cartago, 195 aC- 159 aC).
Va ser representada el 4 d'abril del 163 aC, quan eren edils Luci Corneli Lèntul i Luci Valeri Flac, amb motiu dels Jocs Megalesos. La música era de Flac, llibert de Claudi. Va ser posada en escena per Luci Ambivi Turpió i Atili Presentí. L'obra es pot dividir en vint-i-dues escenes i cinc actes. Dins la comèdia romana, El turmentador de si mateix s'inclou dins les anomenades statoriae, comèdies amb un argument reposat i amb poca vis comica.
Terenci escriu aquesta obra ajustant-se fidelment a l'obra original de l'escriptor grec Menandre, Heautontimorumenos, de manera que es pot considerar una traducció; no modifica l'obra amb elements estranys. El que fa és canviar el nom dels personatges, però no el de l'obra; el lloc de l'escena continua sent a Grècia, concretament a Atenes, atès que és una fabula palliata, però romanitza alguns llocs, com per exemple el fòrum, que substitueix l'àgora.
El més destacat d'aquesta comèdia és el pròleg, que, en comptes de ser un jovenet com era costum, és Ambivi Turpió, el primer actor, que no apareix vestit de pròleg sinó com a personatge de l'obra que es representarà.
És una comèdia de personatges amb conflictes generacionals i al mateix temps una comèdia d'intriga.

## Personatges
- Cremes, pare de Clitifó (Chremes Senex)
- Menedem, pare de Clínia (Menedemus Senex)
- Clitifó, jove (Clitipho Adulescens)
- Clínia, jove (Clinia Adulescens)
- Sirus, esclau (Syruus Servos)
- Baquis, meretriu (Bacchis Meretrix)
- Antífila, amiga de Clínia (Antiphila Virgo)
- Sòstrata, esposa de Cremes (Sostrata Matrona)
- Càntara, dida (Canthara Nutrix)
- Frígia, minyona (Phrygia Arcilla)
- Dromó, vergassejador (Dromo Servos)
- Cantor

## Argument
A l'obra hi ha dos arguments entrellaçats. Un té per nucli el cas de Menedem i el seu fill, mentre que a l'altre el nucli és Cremes i el seu fill.
Menedem es castiga durament treballant, i es dol del fet d'haver empès el seu fill Clínia a anar-se'n com a soldat a causa del seu amor per Antífila. Clínia, després de tornar secretament, s'hostatja a casa del seu amic Clitifó, que està enamorat de la meretriu Baquis. Per enganyar Cremes, el pare de Clitifó, Baquis apareix com l'estimada de Clínia i Antífila com la seva minyona. L'astut esclau Sirus estafa al vell Cremes una gran suma de diners per Baquis. Al final, s'acaba per descobrir que Antífila és germana de Clitifó, i es converteix en esposa de Clínia, i també Clitifó s'uneix en matrimoni.